# Stimulace

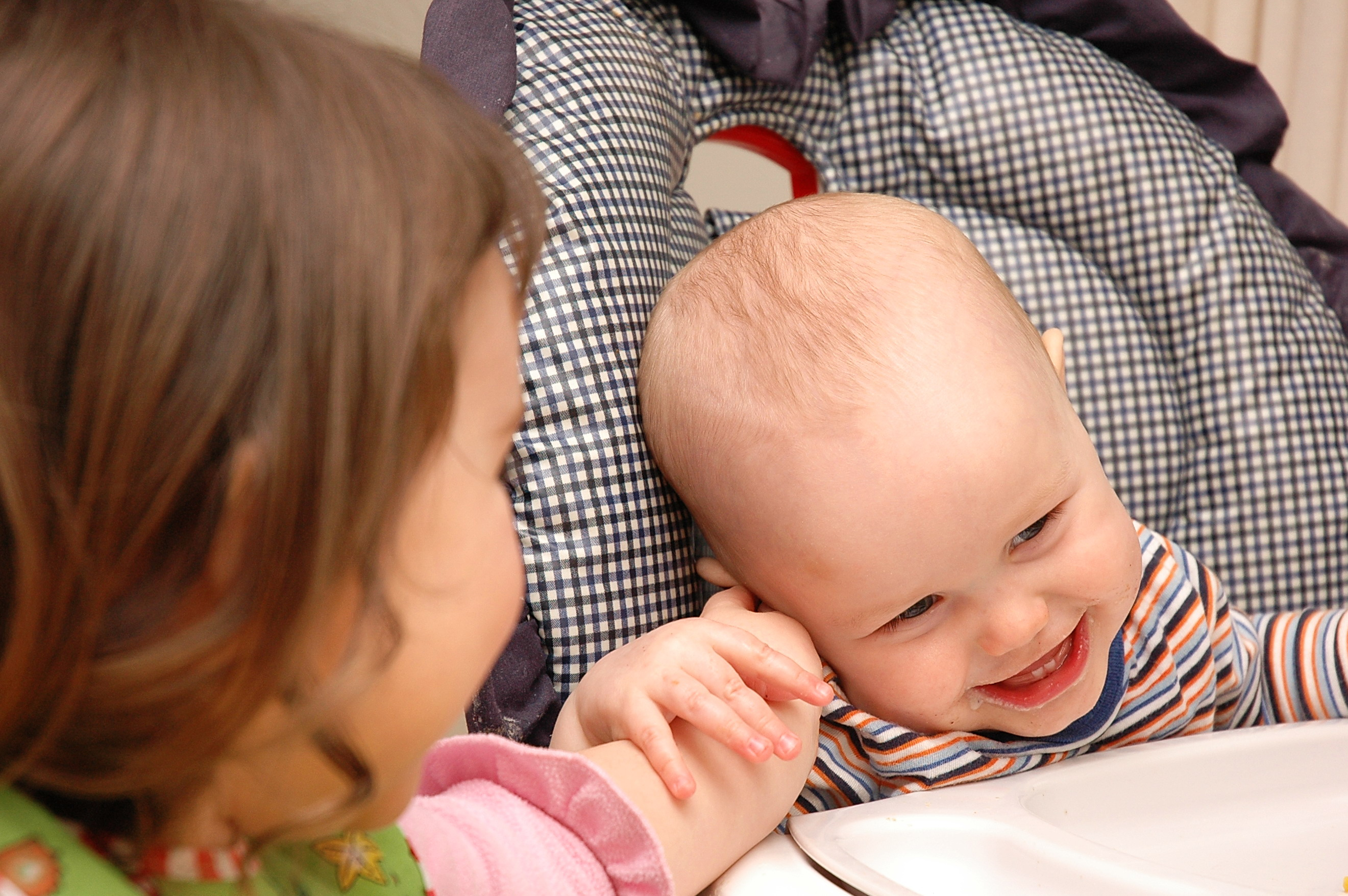
stimulací citlivých míst lechtáním se dá vyvolat smích

Stimulace (z lat. stimulatio, podněcování) je činnost, která podněcuje či povzbuzuje člověka nebo i jiný živý organizmus k nějaké reakci, chování, činnosti nebo práci zpravidla pozitivní povahy, a to pomocí stimulů (podnětů).

## Vnější a vnitřní stimuly
Stimuly mohou být různé povahy. V přírodních vědách, v psychologii, v medicíně či v biologii vůbec se rozlišují vnější stimuly (působící z vnějšího prostředí na organizmus) a vnitřní stimuly (působící zevnitř, z vlastních schopností organizmu).
- Vnějšími stimuly mohou být například působení různých činitelů (látek) na příslušné receptory (nervy a orgány těla) nebo podpora růstu a vývoje organismů (světlem, teplem, chemickými látkami). Stimulující látky a léky se označují jako stimulans. U člověka to mohou být také vnější stimuly společenské, právní, finanční respektive ekonomické apod.
- Vnitřní stimuly jsou různé biochemické děje, biologické pochody či procesy, které stimulují resp. vyvolávají jiné děje, žádoucí nebo nežádoucí reakce organismu apod.

Obojí stimulace se může kombinovat a vyvolávat nebo podporovat jedna druhou. Příkladem může být sexuální dráždění a vzrušování, často jako příprava kopulace, pohlavního styku (kohabitace) a rozmnožování.